# Lựa chọn trái ý
Lựa chọn trái ý (có tài liệu gọi là lựa chọn ngược, lựa chọn đối nghịch, lựa chọn bất lợi) (tiếng Anh: adverse selection) là một tình trạng kinh tế có thể nảy sinh do tồn tại tình trạng thông tin phi đối xứng, người lựa chọn thứ tốt lại chọn phải thứ không tốt. Đây là một loại thất bại thị trường.

## Khái quát
Trong điều kiện thông tin đối xứng, các bên trong giao dịch nắm thông tin ngang nhau và đầy đủ về thứ được giao dịch. Khi đó, người ta có thể tìm được thứ tốt hoặc thứ tương xứng với cái giá mà họ phải bỏ ra. Nhưng trong điều kiện thông tin phi đối xứng, nghĩa là một bên trong giao dịch có nhiều thông tin về đối tượng giao dịch hơn bên kia, người có ưu thế về thông tin có thể cung cấp những thông tin không trung thực về đối tượng được giao dịch cho bên kém ưu thế thông tin. Kết quả là, bên kém ưu thế về thông tin đồng ý hoàn thành giao dịch và nhận được thứ không như mình mong muốn.

## Ví dụ
Tình trạng lựa chọn trái ý hay được nhắc đến trong ngành bảo hiểm. Bên cung cấp dịch vụ bảo hiểm chấp nhận mức trả bảo hiểm cao cho khách hàng ít nguy cơ. Song họ lại có ít thông tin về thứ họ được đề nghị bảo hiểm hơn so với người mua bảo hiểm. Nếu người mua bảo hiểm cung cấp những thông tin không trung thực, thì công ty bảo hiểm có thể sẽ có thể ký hợp đồng trả tiền cao cho đối tượng bảo hiểm nhiều nguy cơ. Ví dụ, người mua bảo hiểm nhân thọ có thể giấu thông tin về tình trạng sức khỏe tồi (ung thư) của mình, cam đoan với công ty bảo hiểm rằng mình có sức khỏe tốt, dẫn tới công ty bảo hiểm có thể đi ký hợp đồng bảo hiểm nhân thọ cho một người sắp chết.
Hiện tượng thị trường lemon cũng là một biểu hiện của tình trạng lựa chọn trái ý. Trong lĩnh vực ngân hàng, tình trạng lựa chọn trái ý có thể xảy ra khi ngân hàng là bên kém ưu thế thông tin và bên đi vay là bên có ưu thế thông tin dẫn tới trường hợp ngân hàng cho doanh nghiệp sắp phá sản vay. Trong giao dịch bất động sản, tình trạng lựa chọn trái ý có thể xảy ra khi bên bán là bên có ưu thế thông tin về một lô đất hay ngôi nhà còn bên mua là bên kém ưu thế thông tin dẫn tới bên mua mua phải đất hay nhà không tốt (trong diện giải tỏa, hay ở nơi dễ ngập lụt, v.v...). Trong giao dịch chứng khoán, có trường hợp nhà đầu tư lựa chọn mua cổ phiếu (hoặc trái phiếu) của doanh nghiệp kinh doanh kém. Hay, những hoạt động giao dịch nội bộ (người trong công ty phát hành chứng khoán và người thân quen với họ có cơ hội tiếp cận các thông tin không công bố về công ty, từ đó có ưu thế thông tin trong giao dịch chứng khoán với người kém ưu thế thông tin).

## Đối sách

### Các biện pháp tác động đến động cơ
Ngoài sử dụng Trung gian tài chính ra, còn có các đối sách khác như: Các biện pháp bảo vệ người tiêu dùng được sử dụng để chống lại tình trạng lựa chọn trái ý khi người mua là bên kém ưu thế thông tin và người bán là bên có ưu thế thông tin. Các biện pháp này bao gồm từ các quy định pháp lý để chế tài cho tới những quy định về tiêu chuẩn hàng hóa. Những quy định này sẽ được chủ thể kinh tế cân nhắc khi đánh giá chi phí và lợi ích của việc cung cấp thông tin không trung thực.

### Các biện pháp khắc phục nguyên nhân về thông tin phi đối xứng
Bên kém ưu thế thông tin sẽ sử dụng các biện pháp để tăng cường thông tin cho mình như tìm hiểu qua dịch vụ môi giới, dịch vụ đánh giá và xếp hạng, và nhất là làm cho bên có ưu thế thông tin phải phơi bày thông tin cho mình cùng thấy. Doanh nghiệp cung cấp dịch vụ bảo hiểm thường yêu cầu khách hàng của mình trình chứng nhận sức khỏe, tính chất nghề nghiệp trước khi quyết định về hợp đồng bảo hiểm nhân thọ, hay kiểm định xe ô tô trước khi quyết định về hợp đồng bảo hiểm ô tô. Ngân hàng có thể yêu cầu người đi vay cung cấp thông tin về thu nhập, tài sản, tuổi tác, nghề nghiệp hay tình hình kinh doanh.